# Manuel Fontdevila i Cruixent
Manuel Fontdevila i Cruixent (Granollers, Vallès Oriental, 23 de juny de 1887 – Buenos Aires, Argentina, 18 de maig de 1957), va ser un periodista i dramaturg català.

## Ascens
Mentre estudia medicina, viu la vida bohèmia barcelonina i aviat es decanta per les lletres. Funda la revista El Recte (1909), i participa en revistes de premsa humorística i satírica, com Rialles (1909-1910), La Mala setmana (1911), La Figa (1913), La Piga (1913), La PEPA (1913), Arlequí (1914) i Margot (1916-1917), així com L'Esquella de la Torratxa i La Campana de Gràcia. En aquesta època, es fa amic de Santiago Rusiñol, Lluís Capdevila.. i amic íntim de Josep Amich i Bert, "Amichatis", que també abandonà els seus estudis de medicina. Junts, van compartir les atractives nits de la ciutat, sobretot pel que fa al cercle que es va formar al Bar del Centro i al seu respectiu cabaret, Au Fond de la Mer on, enmig d'un ambient bohemi, en sorgí un nucli intel·lectual que s'oposava a l'hegemonia del noucentisme i que va ser format pels que més tard esdevindrien protagonistes del periodisme, la literatura i l'espectacle de consum, com van ser Francesc Madrid, l'actor Joaquim Montero, Manuel Sugrañes i el periodista i dramaturg Lluís Capdevila, entre d'altres.
El 1909 es casa amb Roser Perera Soriano, violinista del Novedades, amb qui té un fill. Ella moriria pocs anys després. El fill Francesc, ajudant de realització cinematogràfica, moriria afusellat pels franquistes a Cadis, durant la Guerra Civil, als 22 anys.
El 1910 comença a treballar com a periodista a La Tribuna, un diari castellanòfil de Barcelona, i a una nova Tribuna, on coneix Santiago Vinardell, amb qui generen el 1913 el projecte de El Día Gráfico, diari matinal escrit en castellà, de tendència republicana. El 1914 és enviat de reporter a cobrir la Primera Guerra Mundial.
Del 1914 al 1922, escriu a Papitu, dirigida per Francesc Pujols.
Es converteix en corresponsal a Barcelona del diari Informaciones de Madrid, dirigit per Leopoldo Romero i també, durant la Primera Guerra Mundial, fou corresponsal a França dl Día Gráfico. El 1915(?) entra com a cap de redacció i compaginador a La Publicidad, cridat per Amadeu Hurtado quan el diari és adquirit pels naviliers Taià. Hi treballa amb Romà Jori, Manuel Brunet, Andreu Nin, Eugeni Xammar, Àngel Ferran, Feliu Elias, Joaquim Pena, Xavier Nogués, Carles Soldevila, Antoni Rovira i Virgili, entre d'altres.
L'auca de la cupletista (1919) i Les dones del music-hall (1920) van ser dos dels seus primers èxits teatrals, que signà junt amb Lluís Capdevila. Aquestes obres van ser estrenades al Teatre Nou (Avinguda del Paral·lel), sota el subgènere de drama realista del districte V, amb històries de dones caigudes en el vici i ambientades als baixos fons barcelonins.
El 1921, Amadeu Hurtado el fitxa com a compaginador del diari El Liberal de Madrid, que els germans Busquets havien adquirit un any abans.
El 1926, estrena La dona verge, interpretada per la compañía Maria Vila-Pius Daví, i que va superar les cent representacions al teatre Apolo. El 1928 escriu El cavaller immortal, que va ser estrenada per la mateixa companyia al teatre Romea. En aquest mateix període, és nomenat director de El Heraldo de Madrid pels germans Busquets, propietaris del diari, on practica una política obertament republicana i on aporta la seva innovadora concepció de la professió, que és basada en el reporterisme fresc i la imatge fotogràfica.. Col·labora amb diversos periodistes i escriptors, entre els quals Manuel Chaves Nogales, Enrique Jardiel Poncela, Sánchez Ocaña, Ruiz de la Serna, Carlos Sampelayo, ...
El 1934, se li atorga el diploma de Fill predilecte de Granollers.

## Exili
L'abril del 1937 marxa a l'exili. Passa per París, Amsterdam, i arriba a Buenos Aires, el novembre de 1939, a bord el vaixell Massília.
El mateix 1939, aconsegueix la corresponsalia del diari Crítica, de Buenos Aires. Més endavant, engega el projecte del diari El Sol.
Escriu les seves memòries per fascicles a Catalunya, Revista d'expansió catalana, de Buenos Aires, on hi escriuen catalans a l'exili com Josep Maria Batista i Roca, Vicenç Guarner, Josep Trueta, Pau Casals, Manuel Serra i Moret, Lluís Nicolau d'Olwer, Eugeni Xammar, ...
Mor a Buenos Aires, gairebé amb 70 anys, deixant vídua una segona esposa, periodista espanyola a l'exili, Maria Rita García.
| « | Fontdevila fou un home de mitja vida, pàl·lid, groguenc, malenconiós, d'una constitució una mica fluixa, generalment rialler, amb un barret d'ales amples, d'un humor sarcàstic, d'un cinisme normal. Fou un gran treballador i un excel·lent periodista. ... El seu periodisme barceloní, els seus articles al Papitupornogràfic, el recompensaren amb la direcció de l'Heraldo de Madrid. Potser es desdibuixà una mica, però a l'Heraldo feu una campanya republicana i d'esquerra de gran intensitat. Vingué la República. Al cap de molt poc temps, la República evolucionà cap a la guerra civil. Fontdevila hagué d'emigrar. Es morí a l'Argentina, si la meva memòria és exacta." | » |

Josep Pla. Obra Completa
| « | Periodista brillant, polemista ferotge, cònsol de Granollers a Madrid, escèptic congènit, "salvador de diaris", noctàmbul empedreït, escriptor de prosa àgil, lacerant i rònica, cul de cafè i badoc de la vida, liberal, catalanista, amic d'Eugeni Xammar i Lluís Companys, va treballar al costat de Carles Soldevila, Rovira i Virgili, Santiago Rusiñol, Francesc Pujols, Corpus Barga, Chaves Nogales, Jardiel Poncela i César González-Ruano. Però per sobre de tot, Manuel Fontdevila va ser un bohemi i un dels més genuïns representants del Papitu i de les publicacions sicalíptiques de començaments del segle xx. ..." | » |

Quim Torra. Un bohemi al cabaret del món

## Obra dramàtica
- (1920) L'auca de la cupletista. Escenes pintoresques de la gent del ferro. Obra escrita a quatre mans amb Lluís Capdevila.
- (1920) Les dones del music hall, segona part de L'auca de la cupletista. Escrita a quatre mans amb Lluís Capdevila.
- (1920) L'hora blava del Districte V: revista vodevilesca barcelonina amb un acte dividi en un pròleg i cinc quadres. Escrita a quatre mans amb Josep Amich, Amichatis.
- (1926) La dona verge. El seu èxit més important, estrenada al Teatre Apolo el 1926 per la Companyia Vila-Daví.
- (1928) El cavaller immoral. Estrenada al Teatre Romea el 1928 per la Companyia Vila-Daví
- (?) Els creadors del més enllà. S'hauria d'haver estrenat al Teatre Romea.
- (?) Dotze apòstols.